# Jag de Bellouet
Jag de Bellouet est un cheval de course trotteur français, né en 1997 à Argentan et mort le 3 février 2025 à Moyon Villages, appartenant à Nadia Izard qui a loué sa carrière de courses à Michel Gallier. Il est entraîné par son fils Christophe Gallier, qui assure aussi sa drive lors des courses de trot attelé, alors que sa monte est confiée à Matthieu Abrivard pour les courses de trot monté. Il est surnommé « Le Cannibale » ou « L'Ogre ».

## Naissance et élevage
Né à Argentan le 17 mai 1997 de Viking's Way et de Vaunoise, il compte Ua Uka et Sabi Pas parmi ses ascendants. Il doit son nom à son propriétaire d'alors, Jean-Claude Monthéan, qui choisit de rajouter au « J » imposé aux trotteurs nés en 1997, mais qui est aussi la première lettre de son prénom, les deux premières lettres d'Agnès, sa femme.

## Carrière de course
Jag de Bellouet se qualifie à Caen le 25 août 1999 avec un temps de 1' 23" 4 au kilomètre. Il fait partie de l'élite de sa génération dès ses 3 ans, au monté, où il obtient ses galons classiques (3e du Prix d'Essai). L'année suivante, il ne court quasiment qu'à l'attelé, sans parvenir à briller dans les joutes classiques, mais en s'adjugeant deux semi-classiques. Souvent distancé à 5 ans, souvent irrégulier l'année suivante, c'est donc seulement à l'âge de 7 ans qu'il s'affirme en haut de la hiérarchie, au cours d'un meeting d'hiver exceptionnel où il remporte son premier Prix de Cornulier, le Prix de Paris, et termine sur le podium du Prix d'Amérique et du Prix de France. Ainsi commence son règne sur le trot français : Jag de Bellouet aligne les succès et les groupe 1 (Prix de l'Atlantique, René Ballière), remporte 3 des "4 B" préparatoires à l'Amérique (Prix de Bretagne, Prix du Bourbonnais et Prix de Bourgogne), conserve son titre dans le Cornulier et réalise le doublé avec le Prix d'Amérique, exploit qui n'avait plus été réalisé depuis Bellino II en 1975.
Alors qu'il semble au sommet de son art et quasi-imbattable, la fin de l'année 2005 et le début 2006 vont semer le doute. Après des courses préparatoires en demi-teinte (notamment dans les 4 "B", il retrouve son meilleur niveau au bon moment pour remporter une nouvelle fois le Prix de Cornulier au début de l'année 2006 et enchaîne avec l'Amérique, devenant le deuxième cheval de l'histoire à réaliser pareil coup double plus d'une fois, avec Bellino II. Mais un contrôle positif lui fait perdre le bénéfice de ses efforts et une place à part dans l'histoire des courses. Fortement contrarié par cette affaire, Christophe Gallier se mure alors dans le silence. La presse n'appréciant pas, les commentaires vont bon train, notamment sur le statut réel de Jag de Bellouet. La question qui se pose alors est la suivante : le Jag est-il un excellent cheval ou un super-crack ? Parmi les éléments reprochés à Jag de Bellouet, il y a notamment le fait qu'il n'est jamais allé courir à l'étranger, en particulier les grandes courses scandinaves.
Le défi est lancé, et Jag va le relever. Christophe Gallier décide d'aller courir l'Elitloppet en Suède, l'une des plus grandes courses de trot au monde avec le Prix d'Amérique et l'Hambletonian. Lors de cette course, il affronte les meilleurs trotteurs européens, notamment les chevaux suédois. Il signe alors sa plus belle démonstration : une victoire sans appel, en 1'09"4, record de l'épreuve à la clé. C'est un véritable triomphe, le public suédois demandant le retour du cheval sur la piste pour un tour d'honneur. Face à ce succès, salué comme il se doit par la presse, le contact est renoué avec Christophe Gallier. Ne pouvant participer au Prix René Ballière à Vincennes, Christophe Gallier poursuit sa tournée scandinave en remportant le Kymi Grand Prix en Finlande.
Mais le 22 juin 2006, nouveau coup de tonnerre : Jag est disqualifié de l'Elitloppet à la suite d'un nouveau contrôle positif. Le produit incriminé est le Diclofénac, un anti-inflammatoire non stéroïdien dérivé de l'acide aryl-carboxylique. Pour l'entourage du cheval, le contrôle positif serait le résultat d'un problème de rémanence du produit. En effet, dix jours avant la course, le cheval a bénéficié d'une séance de mésothérapie afin de le soulager de problèmes aux articulations. Entre cette séance et la course, le délai était censé être suffisant pour qu'il n'y ait plus aucune trace du produit. Quoi qu'il en soit, Jag est déclassé pour une dose de 10 nanogrammes, soit un résultat mille fois inférieur à la dose thérapeutique efficace (tout comme le deuxième de la course d'ailleurs).
Le 1er juillet, Jag retrouve les hippodromes français et remporte le Prix de Washington, devenant, avec un chrono de 1'09"9, le premier trotteur à descendre sous 1'10" sur la piste d'Enghien. Il participe ensuite au Grand Prix de Wallonie dont il prend la deuxième place derrière L'Amiral Mauzun. Il rentre boiteux, victime d'une fracture au boulet de l'antérieur droit. Opéré, il est arrêté jusqu'au meeting d'hiver.
Après quelques contretemps, il reprend la compétition directement dans le Prix de Cornulier 2007 dont il prend la 5e place, ce qui constitue un bon résultat pour un cheval opéré et longtemps absent. De fait, il redevient un candidat crédible pour la victoire dans le Prix d'Amérique 2007, le dernier de sa carrière. En effet, l'année 2007 marque les 10 ans de Jag de Bellouet, et les chevaux ne peuvent pas courir au-delà de leur 10e année en France. Cependant, il est disqualifié pour s'être mis au galop à deux reprises. Le lendemain de la course, Jag est fiévreux, et le diagnostic tombe : un abcès dentaire. De fait, le cheval gardait la tête haute pendant la course afin de ne pas appuyer sur la molaire, ce qui explique son manque d'action et ses fautes. Il doit alors se préparer pour le Prix de France, mais une tendinite récurrente à l'antérieur droit compromet la suite de son dernier meeting d'hiver.
Le 14 novembre 2007, Christophe Gallier annonce officiellement la fin de la carrière sportive de Jag de Bellouet.

### Palmarès
France
- Prix d'Amérique (2005)
- Prix de Cornulier (2004, 2005, 2006)
- Prix de France (2006)
- Prix de Paris (2004)
- Prix de l'Atlantique (2004, 2005, 2006)
- Prix René Ballière (2004, 2005)
- Prix Kerjacques (2006)
- Prix de Bretagne (2004)
- Prix du Bourbonnais (2004)
- Prix de Bourgogne (2005)
- Prix Jules Lemonnier (2003, 2004)
- Prix Reynolds (2003, 2004)
- Prix des Cévennes (2003)
- Prix Théophile Lallouet (2004, 2005)
- Critérium de vitesse de Basse-Normandie (2004)
- Prix Guillaume de Bellaigue (2004, 2005)
- Prix de Washington (2005, 2006)
- Prix Ariste-Hémard (2001)
- Prix Édouard Marcillac (2000)
- 2e Prix de France (2004)
- 2e Prix de Paris (2005)
- 2e Prix de Croix (2002, vainqueur mais rétrogradé)
- 2e Prix Georges Dreux (2003)
- 3e Prix d'Amérique (2004)
- 3e Prix Jules Lemonnier (2005)
- 3e Prix Reynolds (2005)
- 3e Prix de Washington (2003)

 Finlande
- Kymi Grand Prix (2006)

 Belgique
- 2e Grand Prix de Wallonie (2006)

## Au haras
Jag de Bellouet devient un remarquable étalon, à la production homogène et de qualité, son prix de saillie s'élevant à 15 000 €. Il a donné plusieurs chevaux de haut niveau, parmi lesquels on peut citer Opus Viervil 1'11 (2e Prix de l'Atlantique, 3e Grand Critérium de Vitesse de la Côte d'Azur), Vittel de Brévol 1'12 (Prix de Normandie), Paladin Bleu 1'10, Tornado Bello 1'11 (Prix Camille Lepecq), Tornade du Digeon 1'11 (2e Prix de Cornulier), Durzie 1'12m (Prix de Normandie) ou le Suédois Beau Mec 1'11 (Svenskt Travderby).
Il meurt le 3 février 2025 au haras de la Cour à Moyon Villages (Manche).

## Origines
| Origines de Jag de Bellouet, mâle, bai | Origines de Jag de Bellouet, mâle, bai | Origines de Jag de Bellouet, mâle, bai | Origines de Jag de Bellouet, mâle, bai |
| -------------------------------------- | -------------------------------------- | -------------------------------------- | -------------------------------------- |
| Père Viking's Way                      | Mickey Viking                          | Bonefish                               | Nevele Pride (en) (US)                 |
| Père Viking's Way                      | Mickey Viking                          | Bonefish                               | Exciting Speed                         |
| Père Viking's Way                      | Mickey Viking                          | Misty Sister                           | Songcan (US)                           |
| Père Viking's Way                      | Mickey Viking                          | Misty Sister                           | Agaunar                                |
| Père Viking's Way                      | Josubie                                | Quito                                  | Carioca II                             |
| Père Viking's Way                      | Josubie                                | Quito                                  | Arlette III                            |
| Père Viking's Way                      | Josubie                                | Vesubie III                            | Hermes D                               |
| Père Viking's Way                      | Josubie                                | Vesubie III                            | Jacinthe IV                            |
| Mère Vaunoise                          | Nicos du Vivier                        | Sabi Pas                               | Carioca II                             |
| Mère Vaunoise                          | Nicos du Vivier                        | Sabi Pas                               | Infante II                             |
| Mère Vaunoise                          | Nicos du Vivier                        | Éva du Vivier                          | Prince des Veys                        |
| Mère Vaunoise                          | Nicos du Vivier                        | Éva du Vivier                          | Ua Uka                                 |
| Mère Vaunoise                          | Quenavora                              | Paleo                                  | Fandango                               |
| Mère Vaunoise                          | Quenavora                              | Paleo                                  | Rosina                                 |
| Mère Vaunoise                          | Quenavora                              | Celse Glatigny                         | Quodshou MF                            |
| Mère Vaunoise                          | Quenavora                              | Celse Glatigny                         | Pasadena                               |